# Bellem
Bellem is een dorp in de Belgische provincie Oost-Vlaanderen en een deelgemeente van Aalter, het was een zelfstandige gemeente tot aan de gemeentelijke herindeling van 1977. Ten noorden van de dorpskern ligt het kanaal Gent-Brugge. Dit dorp heette oorspronkelijk Bethlehem, de naam van haar 13e-eeuwse parochie.

## Geschiedenis
Omstreeks 1240 zou de parochie zijn gesticht en in 1291 werd de naam Bellem voor het eerst vermeld. Op het grondgebied bestonden de heerlijkheden Bellem en Schuurvelde, welke in 1577 verenigd werden. Toen werd de heerlijkheid door Filips II verkocht aan Karel Rym. De familie Rym bleef eigenaar tot 1715, toen de heerlijkheid door huwelijk aan Louis-François de Montmorency kwam. In 1655 werd Bellem tot baronie verheven. In 1808 werd het kasteel met omringend domein verkocht aan Jacob-Lieven van Caneghem, die industrieel was.
Van 1613-1624 werd het Kanaal Gent-Brugge gegraven. Dit was een verdedigingslinie, met twee forten op Bellems gebied, tegen Staatse troepen.
In 1838 werd een spoorlijn geopend en kwam ook Station Bellem tot stand.

## Demografische ontwikkeling
- Bronnen:NIS, Opm:1831 tot en met 1970=volkstellingen; 1976 = inwoneraantal op 31 december

## Bezienswaardigheden

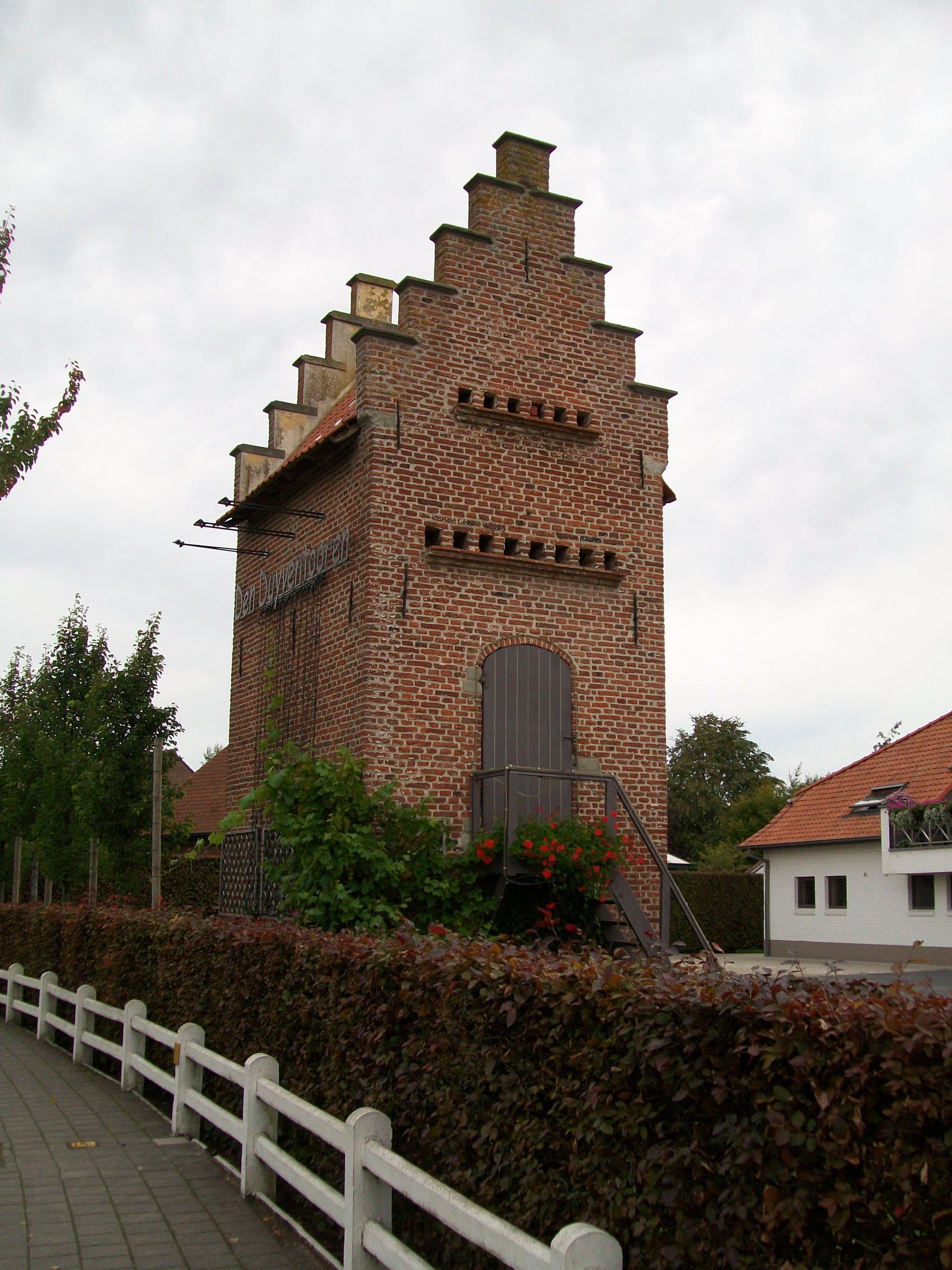
De Bellemse duiventoren

- Museum het Grammenshuis (Museumstraat 103), dat een eerbetoon is aan Flor Grammens. Flor Grammens (1899 - 1985), de promotor van de toepassing van de taalwetten en van de actie rond de taalgrens, werd er geboren. Het oorspronkelijke Historisch Museum van de Vlaamse Strijd is sinds 1995 overgeheveld naar het IJzerbedevaartmuseum in Diksmuide, dit omdat er te weinig belangstelling was. Echter het geboortehuis huisvest nog wel een biografische tentoonstelling over Flor Grammens zelf en zijn acties.
- De kerk in het dorp, de Onze-Lieve-Vrouw-Geboortekerk, stamt met oudste gedeelte uit de 16e eeuw. De kerk was gebouwd op de plek waar in de 13e eeuw de parochie Bethlehem bestond. De kerk bestond lange tijd uit slechts een middenbeuk en een noordbeuk. Aan de zuidzijde was er op een bepaald moment een kapelbeuk aangebouwd. Grote veranderingen vonden plaats in 1847 toen de zuidelijke beuk van vijf traveeën werd aangebouwd en de noordelijke zijbeuk met één travee werd verlengd. De daarvoor losstaande westtoren werd zo de voorkant van de kerk. In 1872 werd de kerk verbouwd en weer wat vergroot. In 1944 (tijdens de Tweede Wereldoorlog) werd de kerk in brand gestoken door Duitsers tijdens het terugtrekken. De kerk werd gerestaureerd en opnieuw wat groter gemaakt.
- Tijdens de restauratiewerken van de kerk werd de kapel van Bellem gedeeltelijk aangepast zodat het plaatselijke kerkleven kon hervat worden. Vandaag is deze kapel, die al geruime tijd gedesacraliseerd werd, verbouwd tot gezinswoning.
- Het neoclassicistische kasteel Mariahove, Mariahovelaan 2.
- De Bellemse duiventoren, Bellemdorpweg 68.

## Natuur en landschap
- Bellem ligt in Zandig Vlaanderen op een hoogte van ongeveer 10 meter. Het dorp is bekend door de oude landbouwgronden in het noordelijke deel van het gebied. Dat gebied ligt in de westelijke uitloper van het vlakke landschap van de Vlaamse Vallei.

## Politiek
Bellem had een eigen gemeentebestuur en burgemeester tot de gemeentelijke fusie van 1977. Burgemeesters van Bellem waren:
- 1878-1884: Edgard de Kerchove d'Ousselghem
- 1895-1899: Eugène de Kerchove d'Exaerde
- 1900-1907: Charles-Louis Van de Velde
- 1908-1921: Georges de Kerchove d'Exaerde
- 1939-1971: Guillaume de Crombrugghe de Picquendaele
- 1971-1976: André Lootens

## Openbaar vervoer
Bellem bezit ook een station (sinds de jaren zeventig een stopplaats), Station Bellem.

## Bekende inwoners
Geboren of woonachtig:
- Flor Grammens (1899-1985), politicus
- Maria Neys (1899-1955), in 1919 gehuwd in Bellem met Brits-Amerikaans schrijver Aldous Huxley (1894-1963)
- Martine Tanghe (1955-2023), nieuwslezeres

## Nabijgelegen kernen
Aalter-Brug, Ursel, Zomergem, Aalter, Hansbeke